# マテカネ空港
マテカネ空港（マテカネくうこう、英語: Matekane Air Strip）は、レソト王国マフェテング県とモハレス・フーク県にまたがって位置する空港。
高低差が600mある断崖絶壁の上に、400mという極めて短い滑走路が設置されているのみであるため、「世界で最も恐ろしい空港」の1つに挙げられることもある。
この空港はSam Matekane of Matekane Group of Companiesによって所有されており、僻村へ医師を派遣する慈善団体などによって利用されるほか、小型機による人員・軽貨物の輸送（ブッシュ・フライング）に用いられる。
滑走路26の端部（すなわち崖とは反対側）にはターニングパッドが設けられている。